# 아지후촌
아지후촌(일본어: 味生村)은 >>일본]] 오사카부 시마시모군·미시마군에 설치되었던 촌이다. 현재의 셋쓰시 남서부에 해당한다.

## 역사
- 1889년 4월 1일 - 정촌제 시행에 의해 시마시모군 아지후촌이 성립하였다.
- 1896년 4월 1일 - 미시마군이 성립하여, 소속이 변경되었다.
- 1956년 9월 30일 - 마시타정, 도리카이촌과 합병해 미시마정이 성립하여, 동일 아지후촌은 폐지되었다.

## 교통

### 철도
구촌 지역에는 오사카 모노레일 본선 미나미세츠역, JR화물 도카이도 본선 화물 지선인 오사카화물터미널역이 있고, 도카이도 신칸센이 통과(도카이도 신칸센 차량기지가 있음)하지만, 당시에는 모두 미개업 상태였다. 

### 도로
옛 구촌을 지나가는 긴키 자동차 도로가 지나가지만 당시에는 미개통 상태였다. 

## 참고문헌
- 『角川日本地名大辞典 27 大阪府